# 1664

## Родени
- Никола Фасио дьо Дюилие, швейцарски астроном
- 6 април – Арвид Хорн, шведски държавник
- 22 юни – Йохан Ернст III,
- 12 август – Магнус Стенбок, шведски военачалник

## Починали
- 16 юли – Андреас Грифиус, немски поет и драматург